# Saint-Rémy-de-Sillé

Saint-Rémy-de-Sillé este o comună în departamentul Sarthe, Franța. În 2009 avea o populație de 760 de locuitori.